# Málta a 2011-es úszó-világbajnokságon
Málta a 2011-es úszó-világbajnokságon három úszóval vett részt.

## Úszás
Férfi
| Versenyző       | Esemény                        | Selejtező | Selejtező | Elődöntő          | Elődöntő          | Döntő             | Döntő             |
| Versenyző       | Esemény                        | Idő       | Helyezés  | Idő               | Helyezés          | Idő               | Helyezés          |
| --------------- | ------------------------------ | --------- | --------- | ----------------- | ----------------- | ----------------- | ----------------- |
| Andrew Chetcuti | Férfi 50 méteres gyorsúszás    | 23,65     | 43        | Nem jutott tovább | Nem jutott tovább | Nem jutott tovább | Nem jutott tovább |
| Andrew Chetcuti | Férfi 50 méteres pillangóúszás | 25,54     | 37        | Nem jutott tovább | Nem jutott tovább | Nem jutott tovább | Nem jutott tovább |
| Andrea Agius    | Férfi 50 méteres mellúszás     | 30,47     | 39        | Nem jutott tovább | Nem jutott tovább | Nem jutott tovább | Nem jutott tovább |
| Andrea Agius    | Férfi 100 méteres mellúszás    | 1:06,13   | 68        | Nem jutott tovább | Nem jutott tovább | Nem jutott tovább | Nem jutott tovább |

Női
| Versenyző     | Esemény                   | Selejtező | Selejtező | Elődöntő          | Elődöntő          | Döntő             | Döntő             |
| Versenyző     | Esemény                   | Idő       | Helyezés  | Idő               | Helyezés          | Idő               | Helyezés          |
| ------------- | ------------------------- | --------- | --------- | ----------------- | ----------------- | ----------------- | ----------------- |
| Nicola Muscat | Női 50 méteres gyorsúszás | 27,56     | 45        | Nem jutott tovább | Nem jutott tovább | Nem jutott tovább | Nem jutott tovább |
| Nicola Muscat | Női 50 méteres hátúszás   | 32,62     | 49        | Nem jutott tovább | Nem jutott tovább | Nem jutott tovább | Nem jutott tovább |